# 140.
140. je peto desetletje v 2. stoletju med letoma 140 in 149. 